# Acherontisuchus
Acherontisuchus — це вимерлий рід дирозавридів неозухіан із середньо-пізньопалеоценових відкладень Колумбії. Єдиним відомим видом є A. guajiraensis, назва якого означає «крокодил Ахерон півострова Гуахіра».
Acherontisuchus вважається довгомордим дирозавридом. Його морда коротша, ніж у дирозавра, атлантозуха, рабдогнатуса та конгозавра. Деякі його зуби мають яскраво виражені борозенки з обох сторін. Верхня щелепа швидше широка, ніж висока. Його голова, за оцінками, була 72–86 сантиметрів у довжину, приблизно середнього розміру для дирозаврида. Він виріс до відносно великих розмірів порівняно з більшістю дирозавридів, від 4.66 до 6.46 метрів.